# Yponomeuta liberalis
Yponomeuta liberalis là một loài bướm đêm thuộc họ Yponomeutidae. Nó được tìm thấy ở Úc.